# Olofsfors
 (juillet 2017).
Olofsfors est une localité suédoise située dans le comté de Västerbotten dans la province d'Ångermanland. Elle s'étend sur 23 hectares et comptait 73 habitants en 2010.